# Strmilov
Strmilov − miasto w Czechach, w kraju południowoczeskim. 
Według danych z 1 stycznia 2024, liczba mieszkańców miasta wynosi 1432 osoby (1047. miejsce w kraju wśród miejscowości; 546. miejsce wśród miast).

## Demografia
| Rok             | 2008 | 2016 | 2024 |
| --------------- | ---- | ---- | ---- |
| Liczba ludności | 1413 | 1421 | 1432 |

## Współpraca
Miejscowość partnerska:
- Trubschachen, Szwajcaria